# Drljanovac
Drljanovac je selo u okolici Bjelovara. Nalazi se u općini Nova Rača, a po popisu stanovništva 2001. ima 285 stanovnika.
Tu su pronađeni ostatci takozvane starčevačke kulture koji sežu sve do 5000 godina prije Krista. Austrijski car Franjo Josip I. posjetio je Novu Raču i Drljanovac te Bjelovar, 12. rujna 1888. godine. Povod su bile vojne vježbe na području Rače i Drljanovca. U carevoj pratnji bio je i prijestolonasljednik Rudolf i nadvojvode Willim, Joseph i Otto. Nakon Drugog svjetskog rata, u Drljanovcu je bio spomenik palim borcima, koji je srušen.
Do Domovinskog rata u Drljanovcu je postojala osnovna škola koja je poslije pretvorena u vojni centar seoske straže.

## Stanovništvo
- 2001. – 285
- 1991. – 331 (Hrvati – 298, Srbi – 4, ostali – 29)
- 1981. – 359 (Hrvati – 333, Jugoslaveni – 23, ostali – 3)
- 1971. – 456 (Hrvati – 446, Srbi – 6, Jugoslaveni – 2, ostali – 2)

| broj stanovnika | 436   | 436   | 410   | 470   | 497   | 501   | 483   | 484   | 535   | 560   | 514   | 456   | 359   | 331   | 285   | 242   | 193   |
|                 | 1857. | 1869. | 1880. | 1890. | 1900. | 1910. | 1921. | 1931. | 1948. | 1953. | 1961. | 1971. | 1981. | 1991. | 2001. | 2011. | 2021. |

## Poznate osobe
- Mihill Gojani, svećenik, rektor Biskupijskog marijanskog svetišta u Novoj Rači